# لوناردویل (کانزاس)
لوناردویل (به انگلیسی: Leonardville) شهری در ایالت کانزاس کشور ایالات متحده آمریکا است که جمعیت آن در سرشماری سال ۲۰۱۰ میلادی، ۴۴۹ نفر بوده‌است.